# Rue Gabriel-Péri (Charenton-le-Pont)
Pour les articles homonymes, voir Rue Gabriel-Péri.
La rue Gabriel-Péri est une voie de Charenton-le-Pont, en France.

## Situation et accès
La rue Gabriel-Péri débute rue de Paris à l’angle du tribunal d’instance, dans l'axe de la rue de la Mairie. Elle passe à l’extrémité de la rue de Sully, longe le square Marcel-Montarnal, vire à gauche après l’école maternelle des Quatre-Vents qui a conservé l’ancien nom de la rue, et se termine avenue du Maréchal-de-Lattre-de-Tassigny après une descente en surplomb de cette avenue.
Cette rue est à sens unique.
Elle est accessible par la station de métro  Charenton-Écoles de la ligne 8.

## Origine du nom

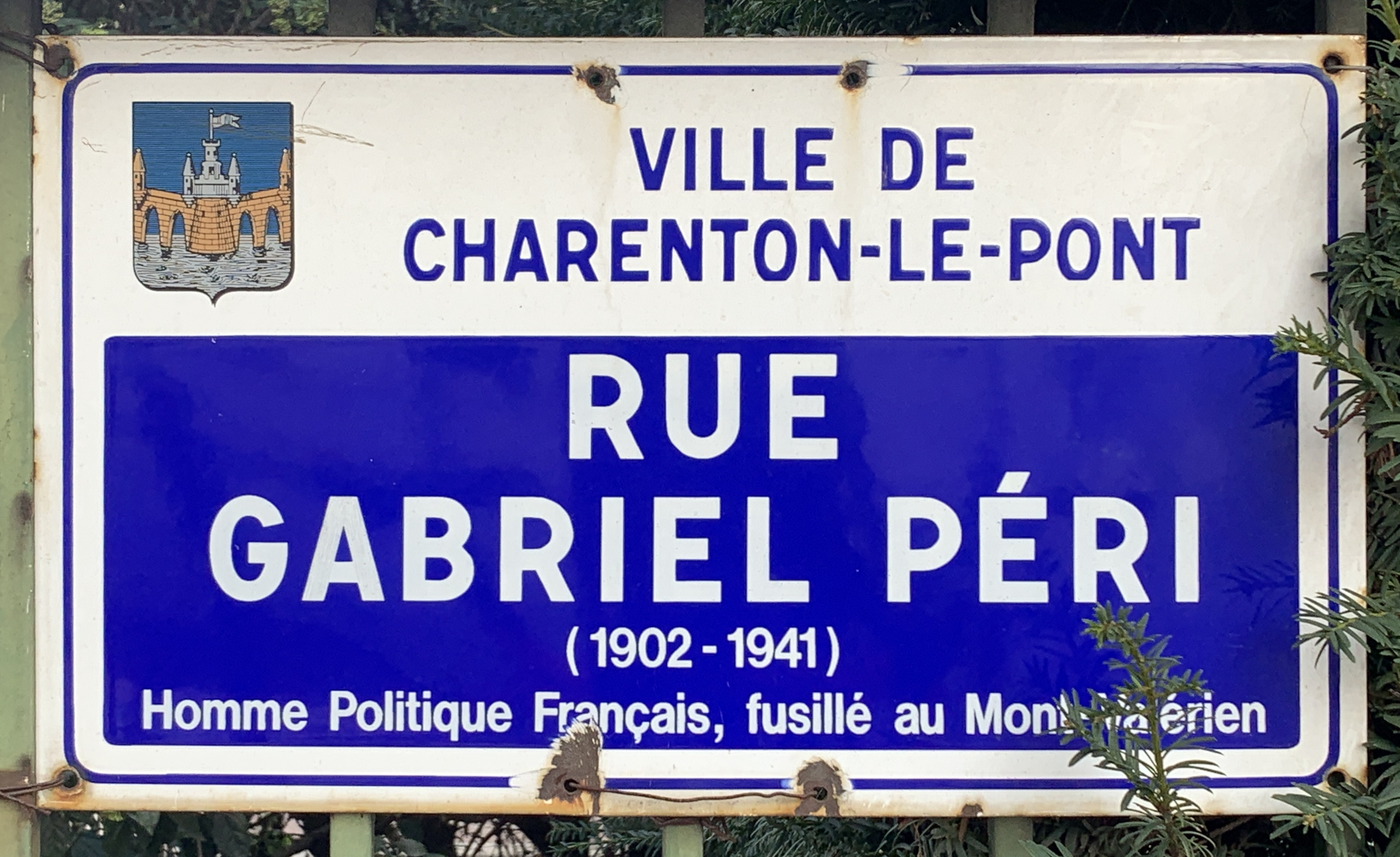
Plaque « Rue Gabriel-Péri », photo de 2021.

Depuis 1944, cette rue porte le nom du journaliste Gabriel Péri (1902-1941), arrêté comme résistant et fusillé comme otage.

## Historique

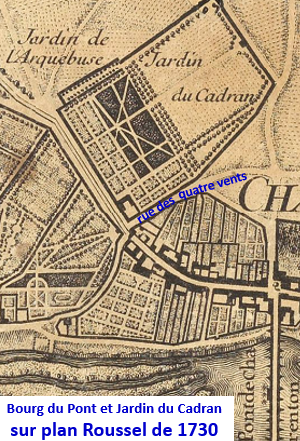
Bourg du pont sur plan de 1730

La rue longe les anciennes fortifications du bourg du pont disparues vers 1734.
Cet ancien mur d’enceinte visible sur le plan de Roussel de 1730 entourait les jardins à l'arrière des jardins des maisons de la rue de Paris. Son tracé correspondait approximativement à la rue de la Mairie, à la rive sud-est (numéros pairs) de la rue Gabriel-Péri, à l’avenue du Maréchal-de-Lattre-de-Tassigny et longeait le quai (actuellement quai des Carrières, anciennement quai de Charenton sur ce tronçon).
Son ancien nom était « rue des Quatre-Vents »,, car l'endroit était vraisemblablement venteux en raison de l'altitude relative de la rue qui passe par le point le plus élevé de la commune de Charenton à 52,24 mètres, une vingtaine de mètres au-dessus du niveau de la Seine.
Jusque dans les années 2010 existait encore la « villa des Quatre-Vents », sise au fond de l'impasse éponyme, et qui fut détruite lors de la rénovation du quartier Gabriel-Péri - Quatre-Vents.
En 1833 s'y installa la mairie, et l'État des communes à la fin du XIXe siècle prend note qu'en 1835, le maire de la ville, Jean-Pierre Ventenat, y inaugura un buste du roi Louis-Philippe Ier.

## Pour approfondir